# Alton (Illinois)
Alton ist eine Stadt (mit dem Status „City“) im Madison County im Westen des US-amerikanischen Bundesstaates Illinois. Im Jahr 2020 hatte Alton 25.676 Einwohner.
Die Stadt liegt im Metro-East genannten östlichen Teil der Metropolregion Greater St. Louis um die Stadt St. Louis im benachbarten Missouri.

## Geografie
Alton liegt am linken Ufer des Mississippi, der die Grenze zum Bundesstaat Missouri bildet. Alton befindet sich zwischen der Mündung des Illinois River (24,2 km oberhalb bei Grafton) und des Missouri River (am gegenüberliegenden Ufer rund fünf Kilometer unterhalb).
Alton liegt auf 38°54′02″ nördlicher Breite und 90°09′35″ westlicher Länge und erstreckt sich über 43 km², die sich auf 40 km² Land und 3 km² Wasserfläche verteilen. Die Stadt Alton ist mit der Alton Township identisch.
Benachbarte Orte sind Elsah (18,6 km westnordwestlich), Godfrey (8,5 km nördlich), Bethalto (14,9 km ostnordöstlich) und East Alton (6,6 km östlich). Am gegenüberliegenden Mississippiufer liegt West Alton (8,8 km südwestlich). Das Stadtzentrum von St. Louis liegt 36,4 km südlich.
Zu den Attraktionen zählt der Gordon F. Moore Community Park.

## Geschichte
1673 kamen Pater Jacques Marquette und der Händler Louis Joliet in die Gegend von Alton. Einige Jahre später kontrollierten die Franzosen die Region, Alton wurde als Posten für den Handel gebraucht. 1763 übernahmen die Briten diese Region. Um das Jahr 1783 entstand die erste Siedlung in namens Piasa durch Jean Baptiste Cardinal, der den Namen wegen dem Piasa Creek, der in den Mississippi River einmündete, wählte. Er wurde von Indianern gefangen genommen, seine Familie floh nach Cahokia. Später kam Cardinal frei, und er konnte sein Land im Juli 1795 an John Edgar, einem Bürger von Kaskaskia übertragen, was mit einem Schriftstück belegt ist. 1807 entstand ein erstes Haus in Stein im Ort, das von der Post benutzt wurde.
Der Postchef und Politiker Colonel Rufus Easton (1774–1834) aus St. Louis kaufte dort Land und nannte es nach seinem Sohn Alton R. Easton. Der erste Stadtplan Altons stammte aus dem Jahr 1817; einige Straßen von Alton wurden nach weiteren Kindern von Easton benannt: Langdon, George und Alby Street. Eine Fähre wurde bei der Mündung des Wood Rivers durch Eli Langford angelegt. Eine weitere Fähre namens Piper kam an der Mündung von Hop Hollow zu liegen, sie kam in Besitz von Michael Squire und Herrn Smeltzer und wurde Smeltzer’s Ferry genannt. Smeltzer ließ auch ein Haus in Backstein bauen, das Brick House Bend hieß und bis 1866 bestand. Easton dagegen etablierte die Fähre Fountain Ferry.
In Alton leitete der evangelische Geistliche Elijah Parish Lovejoy ab 1837 die College Avenue Presbyterian Church und gründete auch den Alton Observer. Als überzeugter Abolitionist schrieb er weiter gegen die Sklaverei. Bereits am 7. November 1837 bedrängte ihn ein Lynchmob von Sklavereibefürwortern, sie zündeten sein Gebäude an, zerstörten seine von der Ohio Antislavery Society erhaltene Druckerpresse und erschossen ihn. 1897 errichteten Altons Bürger ein Monument mit einem gut 30 Meter hohen Turm zu Ehren von Lovejoy, das The Elijah Lovejoy Monument.

## Verkehr

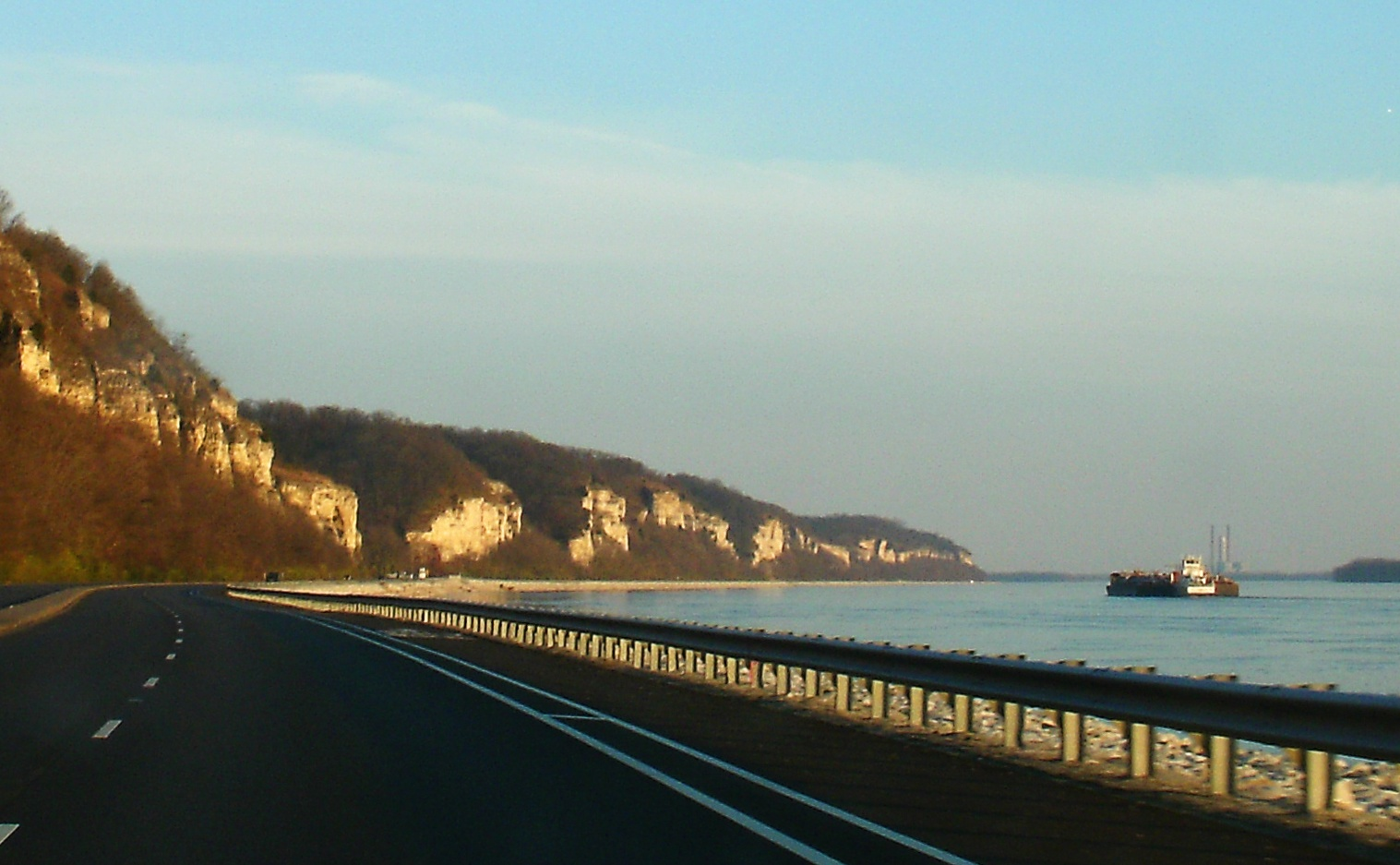
Great River Road zwischen Grafton und Alton

Von Alton führt die Clark Bridge, über die der U.S. Highway 67 verläuft, in südlicher Richtung über den Mississippi nach St. Louis. Durch die Stadt führen entlang des Mississippi die hier den Illinois-Abschnitt der Great River Road bildenden Illinois State Routes 100 und 143. Weiterhin treffen im Stadtgebiet die Illinois State Routes 3, 111 und 140 dazu. Alle weiteren Straßen sind County Roads und untergeordnete innerstädtische Verbindungsstraßen.
In Alton treffen mehrere Linien verschiedener Eisenbahngesellschaften zusammen, um von hier gemeinsam nach St. Louis zu führen. Innerhalb der Stadt gibt es für den Personenfernverkehr eine Amtrak-Station.
Der St. Louis Regional Airport befindet sich 13,9 km westlich, der größere Lambert-Saint Louis International Airport liegt 35,9 km südwestlich von Alton.

## Demografische Daten

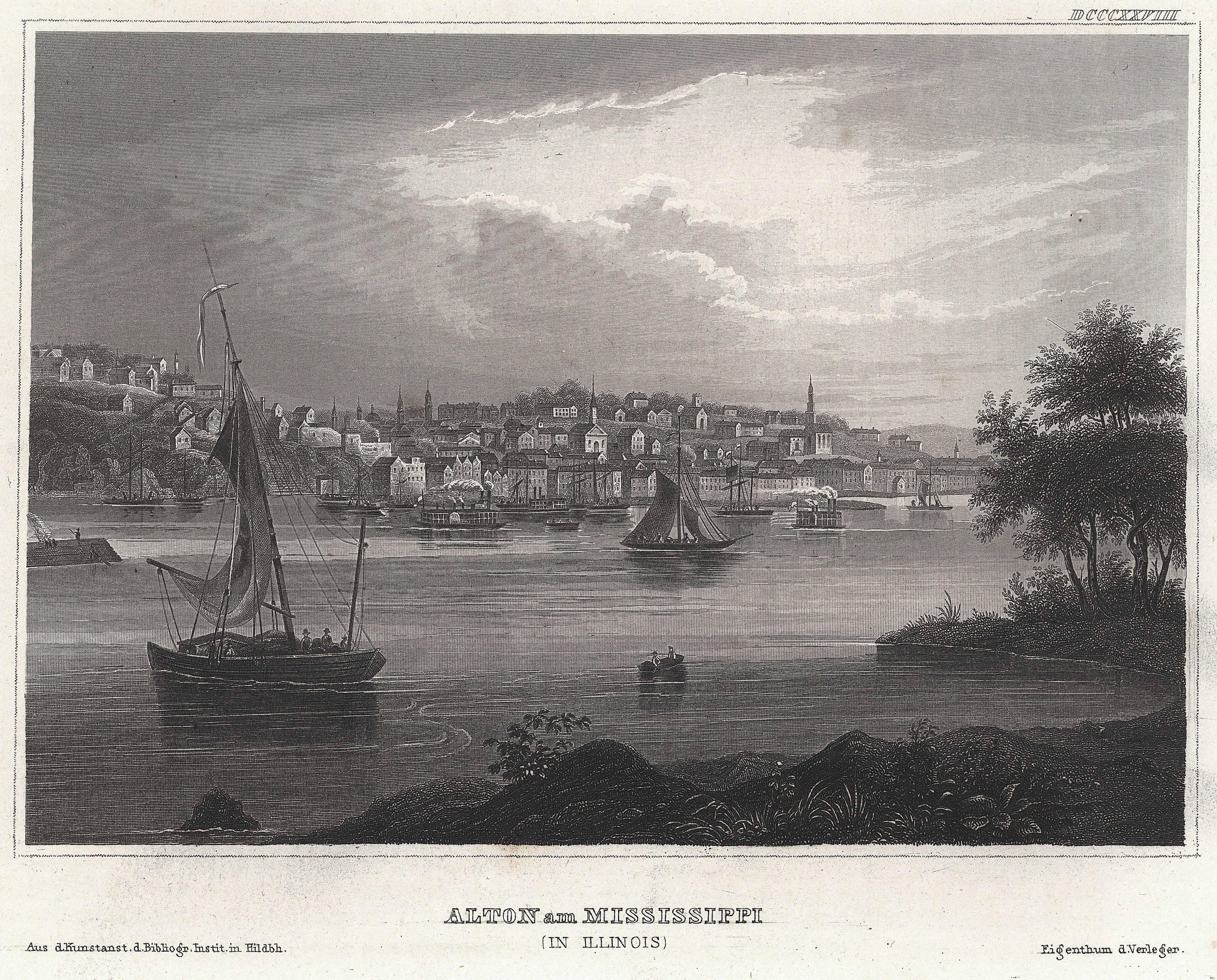
Panorama, um 1857

Nach der Volkszählung im Jahr 2010 lebten in Alton 27.865 Menschen in 11.734 Haushalten. Die Bevölkerungsdichte betrug 648 Einwohner pro Quadratkilometer. In den 11.734 Haushalten lebten statistisch je 2,33 Personen.
Ethnisch betrachtet setzte sich die Bevölkerung zusammen aus 68,5 Prozent Weißen, 29,6 Prozent Afroamerikanern, 0,2 Prozent amerikanischen Ureinwohnern, 0,5 Prozent Asiaten sowie 0,5 Prozent aus anderen ethnischen Gruppen; 3,7 Prozent stammten von zwei oder mehr Ethnien ab. Unabhängig von der ethnischen Zugehörigkeit waren 1,9 Prozent der Bevölkerung spanischer oder lateinamerikanischer Abstammung.
24,1 Prozent der Bevölkerung waren unter 18 Jahre alt, 62,0 Prozent waren zwischen 18 und 64 und 13,9 Prozent waren 65 Jahre oder älter. 52,2 Prozent der Bevölkerung war weiblich.
Das mittlere jährliche Einkommen eines Haushalts lag bei 37.447 USD. Das Pro-Kopf-Einkommen betrug 18.945 USD. 25,0 Prozent der Einwohner lebten unterhalb der Armutsgrenze.

## Söhne und Töchter der Stadt
- Theodore P. Gilman (1841–1930), Bankier und Politiker
- Barrelhouse Buck McFarland (1903–1962), Blues- und Boogie-Woogie-Pianist, Sänger und Songwriter
- Robert Wadlow (1918–1940), größter Mensch in der Medizingeschichte, dessen Körpergröße einwandfrei belegt ist
- Mary Beth Hughes (1919–1995), Schauspielerin
- Miles Davis (1926–1991), Jazz-Trompeter
- James Earl Ray (1928–1998), Mörder von Martin Luther King
- Howard Williams (1929/30–2018), Jazzmusiker
- Kash Killion, Jazz-Bassist
- Edward Joseph Weisenburger (* 1960), römisch-katholischer Geistlicher, Erzbischof von Detroit
- Ezekiel Elliott (* 1995), Footballspieler